# Monte La Nuda (Appennino reggiano)
Il monte La Nuda è una cima dell'Appennino reggiano di 1.893 metri di altezza sul livello del mare.
La montagna rientra nel territorio dell'ex Parco del Gigante, ora facente parte del Parco nazionale dell'Appennino Tosco-Emiliano.

## Geografia
La vetta del monte è posto al confine tra l'Emilia e la Toscana, tra i comuni di Ventasso (comune di Collagna fino al 2015), (Reggio Emilia), e Fivizzano, (Massa-Carrara), in Lunigiana. Il monte si trova pochi km a sud-est del passo del Cerreto.

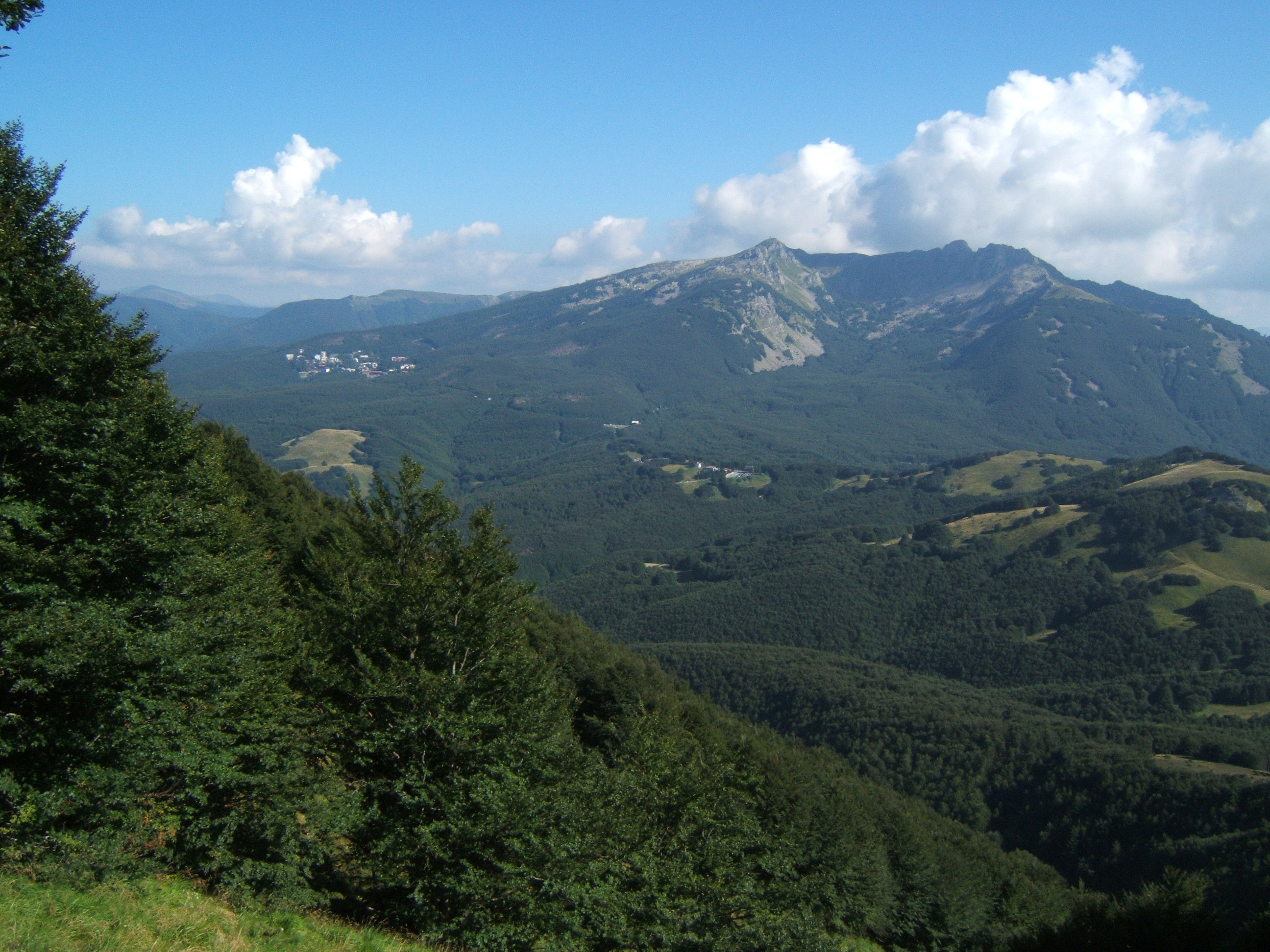
Monte La Nuda con Cerreto Laghi e il passo del Cerreto.

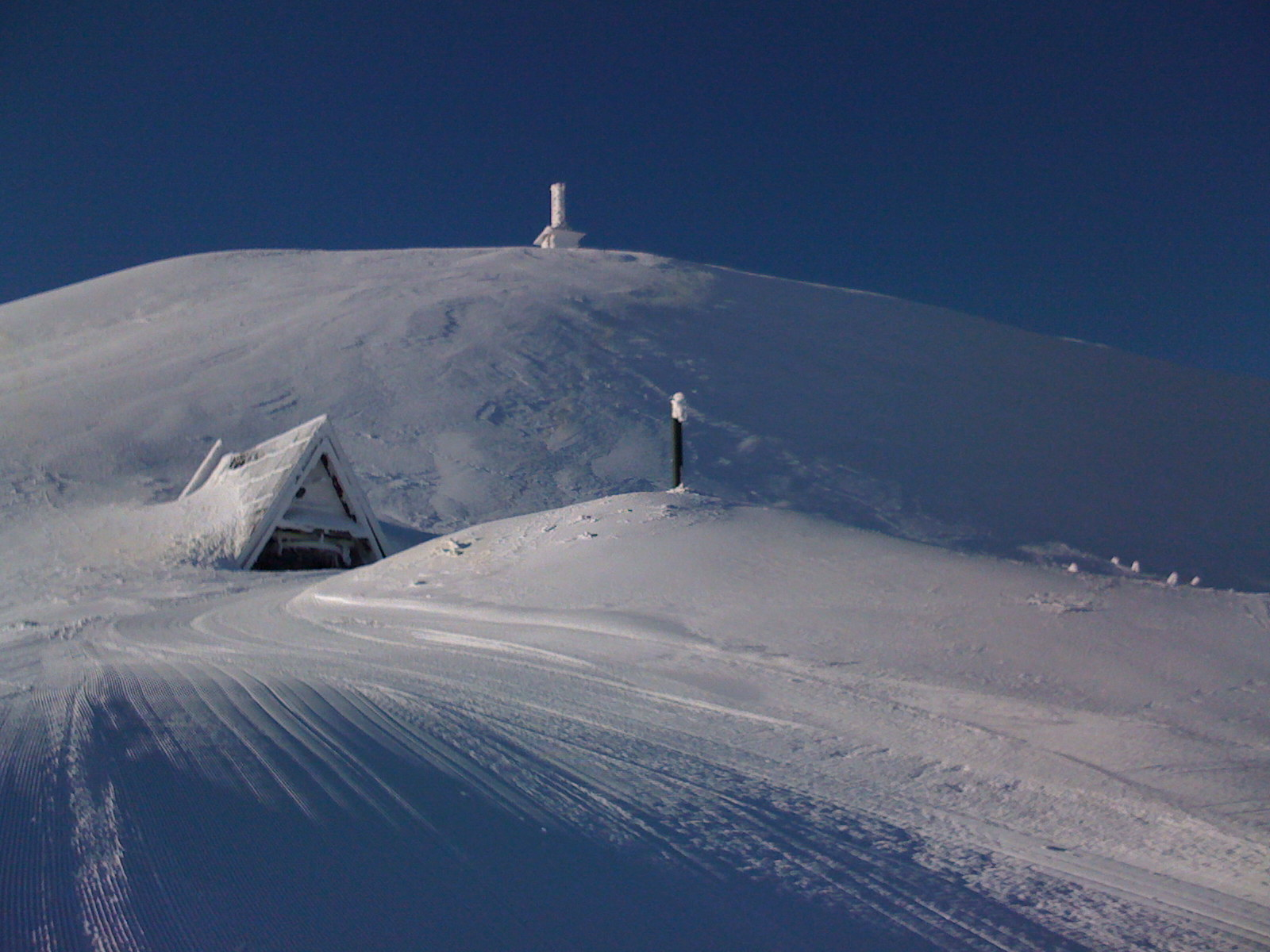
Monte la Nuda in inverno

## Origine del nome
Il termine La Nuda ha una origine incerta, anche se presumibile.
Dal lato emiliano, il monte veniva denominato in passato utilizzando i toponimi Alpe delle Pielle o Nuda delle Pielle, a causa della folta presenza di abeti bianchi sui suoi versanti settentrionali. L'attuale denominazione potrebbe essere stata imposta dai topografi che hanno preso il comune detto locale utilizzato per tutti i pascoli sopra il limite del bosco: in t'la nudda (infatti anche il Monte Nuda modenese aveva prima dei rilevamenti militari tutt'altro nome…).
Dal lato lunigianese, (il Monte confina con il territorio di Fivizzano)  vi è invece la tradizione dialettale di attribuire la locuzione an'tla Nuda alla parte più elevata delle montagne appenniniche, ad indicare la montagna brulla, senza alberi e pertanto spoglia.

## Storia
Sulla vetta fu costruita negli anni '20 del XX secolo una stazione radio per le comunicazioni tra la Marina Militare di stanza alla Spezia e il versante padano. Seppur da decenni abbandonata, la struttura è ancora solida, nonostante mostri evidenti segni di degrado con le armature quasi totalmente prive di copriferro.

## Strutture
Poco sotto la vetta, sul versante Cerretano, sono stati costruiti gli edifici di arrivo superiore delle seggiovie che servono la località sciistica di Cerreto Laghi.

## Panorami
Come da tutte le vette posizionate sull'Appennino Tosco-Emiliano, in presenza di cielo terso, è possibile ammirare il mar Ligure, l'arcipelago toscano, la Corsica e buona parte dell'arco alpino.

## Monti omonimi
Nell'Appennino tosco-emiliano vi sono altre tre montagne chiamate Nuda: una si trova nel gruppo del monte Giovo, presso il Lago Santo; una nei pressi del Corno alle Scale; l'ultima  è vicina al passo di Giovarello.